# 鮑勃·拉塔
鮑勃·拉塔（英語：Bob Latta；1956年4月18日—）是美國的一位政治人物。自2007年開始，他是俄亥俄州第5選舉區選出的美國眾議院議員。他的黨籍是共和黨。他是有關網路安全的具爭議的H4752法案的贊成者。